# Charadrahyla
Genre
Charadrahyla est un genre d'amphibiens de la famille des Hylidae.

## Répartition
Les dix espèces de ce genre sont endémiques du Mexique.

## Liste des espèces
Selon Amphibian Species of the World (16 avril 2021) :
- Charadrahyla altipotens (Duellman, 1968)
- Charadrahyla chaneque (Duellman, 1961)
- Charadrahyla esperancensis Canseco-Márquez, Ramírez-González, and González-Bernal, 2017
- Charadrahyla juanitae (Snyder, 1972)
- Charadrahyla nephila (Mendelson & Campbell, 1999)
- Charadrahyla pinorum (Taylor, 1937)
- Charadrahyla sakbah Jiménez-Arcos et al.[3], 2019
- Charadrahyla taeniopus (Günther, 1901)
- Charadrahyla tecuani Campbell, Blancas-Hernández, & Smith, 2009
- Charadrahyla trux (Adler & Dennis, 1972)

## Étymologie
Le nom de ce genre vient du grec charadra, le ravin, et de hyla, la rainette, en référence à l'habitat de cette espèce.

## Publication originale
- Faivovich, Haddad, Garcia, Frost, Campbell & Wheeler, 2005 : Systematic review of the frog family Hylidae, with special reference to Hylinae: phylogenetic analysis and taxonomic revision. Bulletin of the American Museum of Natural History, vol. 294, p. 1-240 (texte intégral).